# Бишевський Олег Владиленович
Оле́г Владиле́нович Бише́вський — старшина МВС України, батальйон «Золоті Ворота», розвідник, учасник російсько-української війни.
17 серпня 2014 року в бою біля міста Щастя важко поранений.

## Нагороди
8 вересня 2014 року — за особисту мужність і героїзм, виявлені у захисті державного суверенітету та територіальної цілісності України, вірність військовій присязі під час російсько-української війни, відзначений — нагороджений орденом «За мужність» III ступеня.